# Откривење Јованово
Књига Откривења, позната и као Откровење Јованово (грч. Ἀποκάλυψις), део је Новог завета. Садржајно, сва је усмерена ка будућности. Док Књига постања, на првим страницама Библије, доноси химну о стварању, Откривење, као последња књига Светог писма, закључује Библију визијом Новог Света, Новог Неба и Нове Земље. Као ниједна књига Библије, Откривење је било најразличитије тумачено због апокалиптичке форме, што је у ново време довело до појава хришћанских секти на западу.

## Назив
Грчка реч Ἀποκάλυψις (апокалипса) означава објаву Божју људима о нечем скровитом и само њему познатом, често с обзиром на будућност.

## Књижевна врста
Није сасвим јасна граница између књижевне врсте откривења и књижевне врсте пророчанства. Генерално, држи се да се апокалиптичка књижевна врста надовезује на пророчку, но док су пророци слушали Божје објаве, аутори разних откривења имају визије, која обично имају симболична значења. Тако у апокалипси посебно значење имају бројеви, ствари, ликови, делови тела. Притом не треба тражити неки међусобни склад свих употребљених симбола, а приликом тумачења потребно је познавање накане, времена и начина мишљења аутора апокалипсе, како се не би дошло до кривих и произвољних тумачења. Књижевну врсту апокалипсе, осим хришћана и пре њих, користиле су и неке јеврејске секте, нарочито то вреди за кумранске списе, али већ и за неке јеврејске старозаветне пророке, попут Језекиља, Захарија и Данила.

## Аутор
Аутор Откривења представља се као Јован, који се налазио на острву Патмос у прогонству. Хришћанска предања га поистовећује с апостолом Јованом. Јустин Мученик (око 150.) спомиње ту традицију још више раширену крајем 2. века. Чини се да ипак нису све древне Цркве делиле то мишљење, па ни сама књига није све до 5. века уврштена у њихов библијски канон. Од осталих Јованових списа или оних произашлих из његове школе (Јеванђеље по Јовану, посланице), ово се разликује језиком и стилом, као и одређеним теолошким погледима. Данас се генерално држи да је спис написао неко из непосредног Јовановог окружења.

## Време настанка
Откривење је највероватније настало у доба владања цара Домицијана, око 95. године. Један мањи део научника држи да је књига написана већ за Нероновог прогона хришћана, мало пре 70. године.

## Структура
Откривење започиње кратким уводом (Отк 1,1-3), а наставља се писмима седмерим малоазијским црквама (Отк 1,4-3,22), након чега следе пророчка виђења о догађајима пре и за време »великога дана Божјега« (Отк 4,1-22,15), те закључак (Отк 22,16-21).

## Порука књиге
Главна порука књиге је да се Бог може волети, али да се Бога треба и бојати. Бог је пак у лику Јагањца (Исус Христос) присутан уз све оне који слушају реч Господњу, кроз све време и у свим тешкоћама, пробама и прогонствима. Због тога искрени верници, они којима је од постанка света име записано у Књизи Живота, не треба ничег да се боје, јер на крају ће зло бити побеђено, а они ће наћи своје место у небеском краљевству радости и вечнога живота.